# Alfredo Ormando
Alfredo Ormando (ur. 15 grudnia 1958 w San Cataldo, zm. 22 stycznia 1998 w Rzymie) – pisarz włoski, który 13 stycznia 1998 dokonał samospalenia na Placu św. Piotra w Watykanie w proteście przeciwko postawie i polityce Kościoła katolickiego wobec chrześcijan o orientacji homoseksualnej.
Ormando zmarł 9 dni później w wyniku poparzeń. W liście napisanym w Palermo w Boże Narodzenie 1997 mówił:

Mam nadzieję, że zrozumieją, co chcę przekazać: to forma protestu przeciwko Kościołowi, który demonizuje homoseksualność, tym samym demonizując naturę – bo homoseksualność jest jej córką. Błagam o wybaczenie, że się urodziłem, że zatrułem powietrze mym oddechem, to samo powietrze, którym oddychacie i Wy, że ośmieliłem się sądzić, iż jestem wolnym człowiekiem, że nie zaakceptowałem twierdzenia, iż jestem inny niż Wy, że uważałem homoseksualizm za wytwór Matki Natury, za to, że czułem się równy heteroseksualistom, że chciałem zostać pisarzem, że marzyłem i śmiałem się.

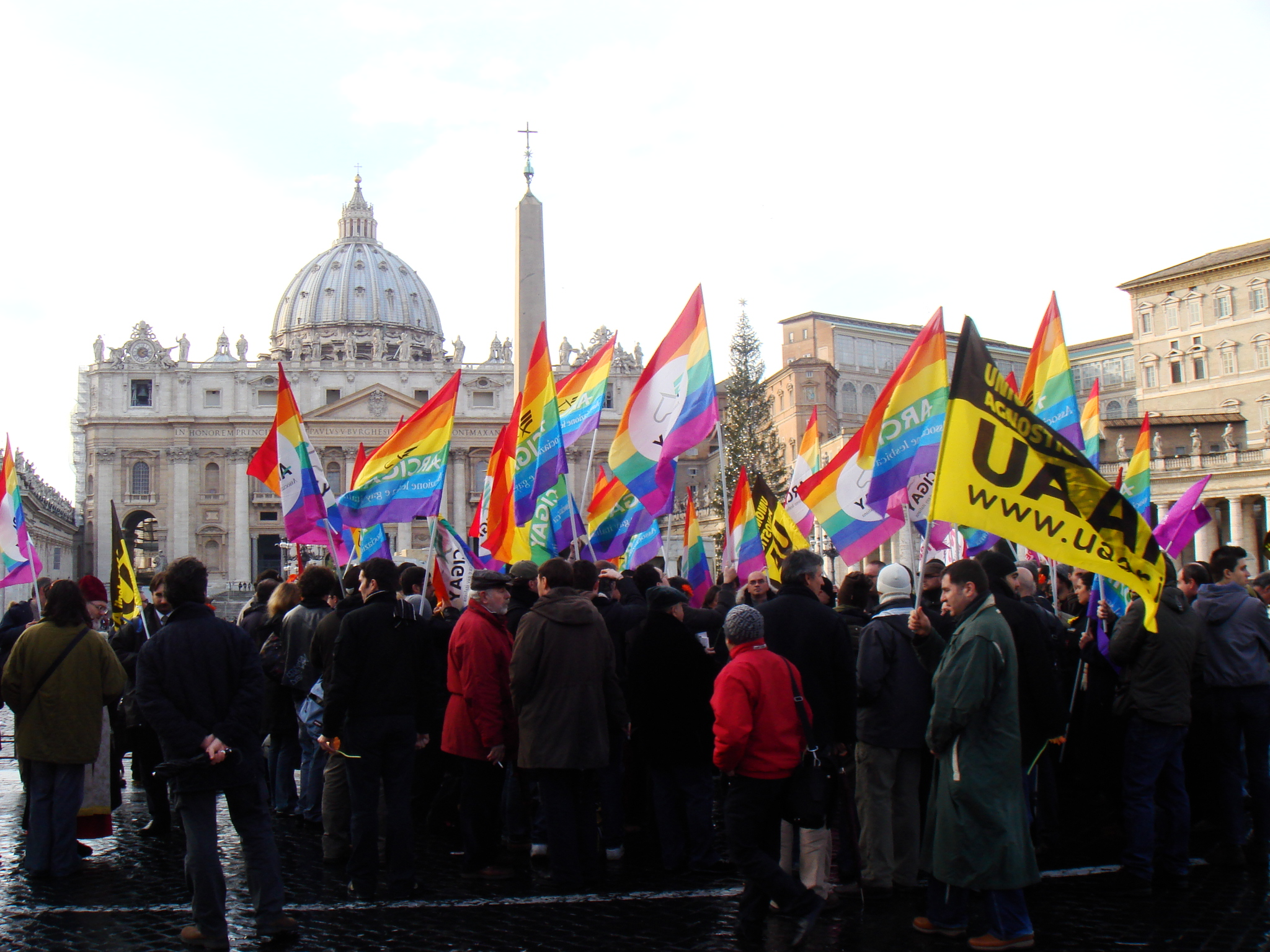
Manifestacja środowiska LGBT na Placu św. Piotra w rocznicę śmierci Alfredo Ormando

Jak podkreśla Fabrizio Marrazzo, prezes Arcigay, włoskiej organizacji LGBT, która corocznie organizuje manifestacje przypominającą o przesłaniu Ormando, Watykan w żaden sposób nigdy nie ustosunkował się do tego wydarzenia. W styczniu 2008 roku w 10 rocznicę samobójstwa Alfredo Ormando w Watykanie protestowało ok. 100 gejów i lesbijek.